# Beate Liebich
Beate Liebich z domu Lüdtke (ur. 21 lutego 1958 w Malchin) – niemiecka lekkoatletka, biegaczka średniodystansowa, medalistka halowych mistrzostw Europy, olimpijka. Podczas swojej kariery reprezentowała Niemiecką Republikę Demokratyczną.

## Kariera sportowa
Odpadła w eliminacjach biegu na 1500 metrów na igrzyskach olimpijskich w 1980 w Moskwie.
Zdobyła brązowy medal na halowych mistrzostwach Europy w 1982 w Mediolanie, przegrywając jedynie z Gabriellą Dorio z Włoch i Brigitte Kraus z Republiki Federalnej Niemiec. Zajęła 37. miejsce na mistrzostwach świata w biegach przełajowych w 1982 w Rzymie,
Liebich była mistrzynią NRD w sztafecie 4 × 400 metrów w 1979 i brązową medalistką w tej konkurencji w 1981, a także mistrzynią w biegu przełajowym w 1982. W biegu na 1500 metrów była wicemistrzynią w 1982 oraz brązową medalistką w 1979 i 1981. Zdobyła również brązowe medale mistrzostw NRD w biegu na 800 metrów w 1977 oraz w biegu na 3000 metrów w 1981 i 1982. W hali Liebich była mistrzynią swego kraju w biegu na 1500 metrów w 1982 i brązową medalistką w 1979 oraz wicemistrzynią w biegu na 800 metrów w 1977.
5 lipca 1980 w Poczdamie wyrównała rekord NRD w biegu na 1500 metrów czasem 3:59,9.

## Rekordy życiowe
Rekordy życiowe Liebich:
- bieg na 800 metrów – 2:00,0 (1 lipca 1977, Drezno)
- bieg na 800 metrów  (hala) – 1:59,76 (20 lutego 1982, Budapeszt)
- bieg na 1500 metrów – 3:59,9 (5 lipca 1980, Poczdam)
- bieg na 1500 metrów  (hala) – 4:06,70 (7 marca 1982, Mediolan)
- bieg na milę (hala) – 4:29,54 (10 marca 1982, Mediolan)